# Nyaburuma
Nyaburuma är ett periodiskt vattendrag i Burundi.   Det ligger i provinsen Gitega, i den centrala delen av landet, 60 km öster om huvudstaden Bujumbura.
Omgivningarna runt Nyaburuma är en mosaik av jordbruksmark och naturlig växtlighet. Runt Nyaburuma är det tätbefolkat, med 343 invånare per kvadratkilometer.